# Dana Tušilová
Dana Tušilová roz. Rumlerová (* 30. srpna 1946, Brno) je československá hráčka basketbalu. Je vysoká 170 cm. Je zařazena na čestné listině mistrů sportu.

## Sportovní kariéra
V basketbalovém reprezentačním družstvu Československa v letech 1966 až 1970 hrála celkem 100 utkání a má podíl na dosažených sportovních výsledcích. Zúčastnila se Mistrovství světa 1967 Praha – 3. místo a tří Mistrovství Evropy 1966, 1968, 1970, na nichž získala stříbrnou medaili za druhé místo na ME 1966 a bronzovou medaili za třetí místo na MS 1967.
V československé basketbalové lize žen hrála celkem 10 sezón (1964–1974) za družstva KPS Brno (1964–1971) a NHKG Ostrava (1971–1974). S KPS Brno získala v ligové soutěži dva tituly vicemistra Československa (1965, 1966), dvakrát třetí místo (1967, 1971) a dvakrát čtvrté místo. Je na 29. místě v dlouhodobé tabulce střelkyň československé basketbalové ligy žen za období 1963–1993 s počtem 2731 bodů.,,

## Sportovní statistiky

### Kluby
- 1964–1971 KPS Brno, celkem 7 sezón a 4 medailová umístění: 2x vicemistryně Československa (1965, 1966), 2x 3. místo (1967, 1971), 2x 5. (1968, 1970), 6. (1969)
- 1971–1974 NHKG Ostrava: 6. místo (1972), 7. (1973), 11. (1974)

### Československo
- Mistrovství světa: 1967 Praha (6 bodů /5 zápasů) 3. místo
- Mistrovství Evropy: 1966 Cluj, Rumunsko (20 /6) 2. místo, 1968 Messina, Itálie (30 /6) 9. místo, 1970 Rotterdam, Holandsko (51 /7) 5. místo, celkem na 3 ME 101 bodů /19 zápasů
- 1966–1970 celkem 100 mezistátních zápasů, na MS a ME celkem 107 bodů v 24 zápasech
- 1965 Mistrovství Evropy juniorek: Sofia, Bulharsko (89 /6, nejlepší střelkyně) 3. místo
- Titul mistryně sportu